# Aleksandr Potresov

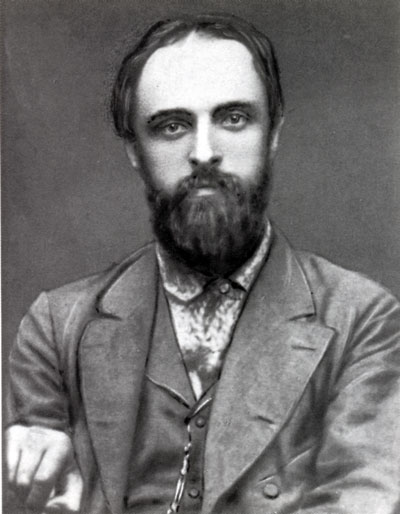
Aleksandr Potresov (foto från 1890-talet)

Alexandr Nikolajevitj Potresov (ryska: Александр Николаевич Потресов), född 1 september (13 september enligt den gregorianska kalendern) 1869, Moskva, död 11 juli 1934, Paris), var en rysk socialdemokrat och en av ledarna för Mensjevikerna. Han var en av de sex ursprungliga redaktörerna på tidningen Iskra. Kort före splittringen mellan Mensjevikerna och Bolsjevikerna försökte Vladimir Lenin få honom utkastad från redaktionen.